# Sopa de tomate

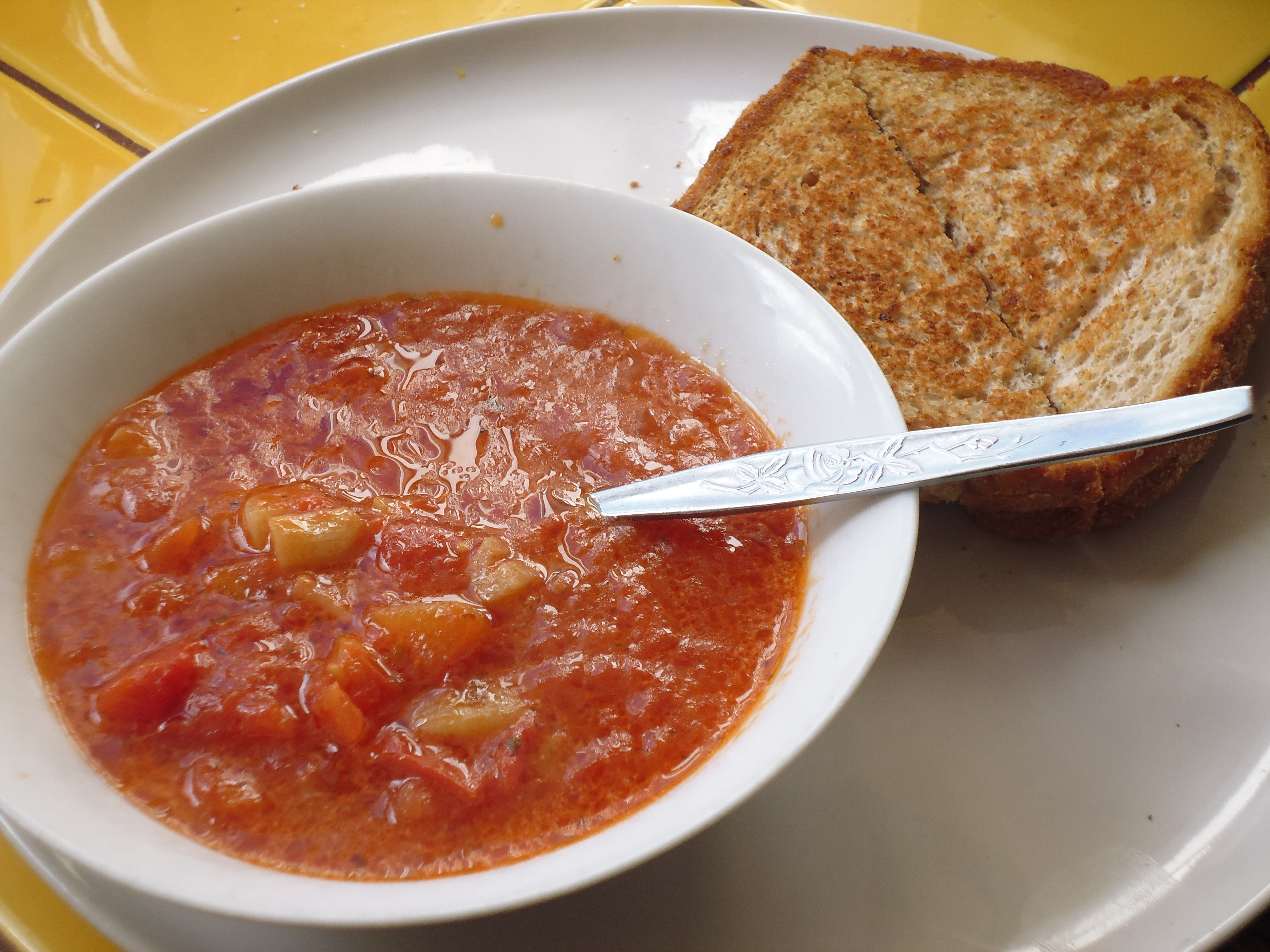
Uma tigela com sopa de tomate

A sopa de tomate é popular em todo o mundo, com poucas variantes, a não ser os acompanhamentos ou os condimentos. A base é um refogado de cebola picadinha e, por vezes, alho, em azeite ou outro óleo vegetal, manteiga ou margarina; junta-se o tomate em puré (ou massa de tomate) ou em pedaços, mas geralmente sem pele e sem pevides, água ou caldo, sal e pimenta a gosto, e deixa-se ferver até fazer uma sopa espessa. É servida fria ou quente, com “croutons”, com nata ou nata azeda, com ovos escalfados ou batidos e, muitas vezes com ervas aromáticas.
Em algumas variantes, o tomate e outros ingredientes são cozidos em água ou num caldo e a sopa pode ainda ser engrossada com farinha, arroz ou outro amido.
Uma outra versão é o gaspacho, em que os ingredientes não são cozinhados e a sopa é sempre servida fria, mas em que o tomate continua a ser o ingrediente principal.

## Estados Unidos
A sopa de tomate é popular nos EUA, muitas vezes acompanhada de “Grilled Cheese”, um sanduíche de queijo derretido.

## Grécia
A única diferença aqui é o iogurte, misturado no fim, sem deixar ferver.

## Índia
Começa por se preparar o Rassam Masala, assando numa frigideira sementes de cominho e de feno-grego, grãos de coentro e pimenta preta; moi-se e reserva-se. Numa panela, ferve-se água e junta-se tomate sem pele nem pevides, malagueta em pó, assa-fétida, açafrão indiano, polpa de tamarindo e o Rassam Masala. Deixa-se cozer até a água reduzir para a consistência desejada e serve-se com coentro fresco.

## Irão
Asheh Gojeh Farangi é uma sopa de tomate tradicional do Irão, aromatizada com almôndegas e engrossada com ervilhas secas e arroz. A preparação começa com cebola salteada em óleo, a que se junta açafrão-da-terra e as ervilhas com água para ferverem durante cerca de meia hora. Preparam-se pequenas almôndegas, amassando carne moída com cebola ralada, sal e pimenta e juntam-se às ervilhas. Entretanto, cortam-se finamente salsa, hortelã, cebolinho e coentro frescos, e um molho de espinafre e acrescentam-se à sopa juntamente com arroz e deixa-se ferver para juntar os sabores. Finalmente, deita-se na panela puré de tomate, verifica-se o tempero e deixa-se ferver e fogo brando cerca de duas horas, até a consistência ficar ao gosto.

## Itália
Coze-se abóbora aos pedaços, junta-se com o tomate, manjericão, orégão ou outra erva. Reduz-se tudo a puré e juntam-se massinhas.

## Polónia
A “zupa pomidorowa” ou sopa de tomate polaca tem como base um caldo de carne (vaca e galinha) e hortaliças (aipo, alho-porro, repolho, cenoura), que se deixa ferver durante bastante tempo. A este caldo junta-se o tomate frito (com cebola refogada) e farinha para engrossar, deixando ferver em fogo brando, mas mexendo sempre; a seguir acrescenta-se nata e mexe-se até conseguir um creme. Entretanto, coze-se macarrão ou arroz e mistura-se.

## Portugal
A receita tradicional começa com o refogado do tomate com cebola em azeite. Juntam-se ovos batidos e engrossa-se com maizena. É servida com “croutons” (cubos de pão torrado).
Outra versão, que aparentemente não é tradicional, mas pode considerar-se como pertencente a esta família, é uma sopa de tomate com agrião e ovo, em que em começa por se cozer em água o tomate com abobrinha, alho e cebola, temperado com sal e um fio de azeite; depois de cozida, tritura-se a mistura e volta ao lume com agrião, deixando-o cozer. No fim, acrescentam-se ovos batidos em fio, para ficarem em farrapos. Ainda outra versão inclui batata e gengibre, tudo cozido antes de transformar em creme.